# Volviendo a las cavernas
Volviendo a las cavernas es el decimocuarto álbum, y decimosegundo álbum de estudio, del grupo de rock argentino Pez. Fue grabado y masterizado entre los meses de julio y agosto de 2011. Fue editado por el propio grupo de forma independiente y autogestionada, con arte de tapa a cargo de Ale Leonelli.

## Canciones
1. De cómo el hombre perdió (letra: Ariel Minimal; música: Ariel Minimal y Franco Salvador)
2. Lo interesante es por afuera (letra y música: Ariel Minimal)
3. ¿Y ahora de qué vamos a hablar? (letra: Ariel Minimal; música: Franco Salvador y Ariel Minimal)
4. Cavernas (letra y música: Ariel Minimal)
5. El motivo (letra: Ariel Minimal; música: Franco Salvador)
6. Aferrándonos desesperadamente a lo poco bueno que queda (letra y música: Ariel Minimal)
7. Seremos recuerdo (letra y música: Ariel Minimal)
8. Confrontación (letra: Ariel Minimal; música: Fósforo García)
9. La última semilla (letra: Ariel Minimal; música: Franco Salvador)
10. El idiota (letra y música: Ariel Minimal)
11. Y por ahí escuché decir que aún existe ese lugar donde todavía hay humanos (letra y música: Ariel Minimal)

## Músicos
- Ariel Minimal: voz y guitarra
- Franco Salvador: voz y batería
- Fósforo García: bajo
- Pepo Limeres: piano eléctrico y teclados

## Datos
- Producido por Pez y Mauro Taranto quien grabó, mezcló y masterizó en los meses de julio y agosto de 2011.
- Esta grabación en los Estudios ION de Buenos Aires fue presenciada por Checho Marcos y Lucas Matranga (amigos y asistentes de la banda), Mario Burgueño (manager de Pez) y por el fotógrafo Martín Santoro.
- Arte y diseño de Ale Leonelli.
- Último disco con Pepo Limeres en los teclados
- Cavernas, el cuarto tema del disco, iba a ser parte del segundo disco de Martes Menta, Monstruo/Hogar, al igual que Campos de inconsciencia (grabado en Frágilinvencible) y Rompo tu piel de asno (grabado en Cabeza).

- Datos: Q6164785